# 萬波區 (卡伊尤馬省)
萬波區（西班牙語：Distrito de Huambo），是秘魯的一個區，位於該國南部阿雷基帕大區的卡伊尤馬省，始建於1889年11月4日，面積705.79平方公里，海拔高度3,332米，2005年人口949，人口密度每平方公里1.3人。